# 64e division d'infanterie (Allemagne)
Pour les articles homonymes, voir 64e division d'infanterie.
La  64e division d'infanterie (en allemand : 64. Infanterie-Division ou 64. ID) est une des divisions d'infanterie de l'armée allemande (Wehrmacht) durant la Seconde Guerre mondiale.

## Création
La 64. Infanterie-Division est créée le 26 juin 1944 dans le Wehrkreis VI sur le Truppenübungsplatz (terrain d'entrainement) de Wahn à partir de permissionnaires du Front de l'Est.
Elle est dissoute le 3 novembre 1944 lors de la capture de son commandant, le Generalmajor Knut Eberding dans la région de Bresken.

## Organisation

### Commandants
| Date                             | Grade        | Commandant    |
| -------------------------------- | ------------ | ------------- |
| 5 juillet 1944 - 2 novembre 1944 | Generalmajor | Knut Eberding |

## Théâtres d'opérations
- France et Belgique : Juillet 1944 - Novembre 1944

## Ordres de bataille
- Grenadier-Regiment 1037
- Grenadier-Regiment 1038
- Grenadier-Regiment 1039
- Divisions-Füsilier-Bataillon 64
- Artillerie-Regiment 164
- Pionier-Bataillon 164
- Feldersatz-Bataillon 164
- Panzerjäger-Kompanie 164
- Divisions-Nachrichten-Abteilung 164
- Kommandeur der Divisions-Nachschubtruppen 164
- Divisionseinheiten 164